# Chevigny-Saint-Sauveur
Chevigny-Saint-Sauveur település Franciaországban, Côte-d’Or megyében. Lakosainak száma 10 895 fő (2022. január 1.). Chevigny-Saint-Sauveur Couternon, Fauverney, Quetigny, Sennecey-lès-Dijon, Bressey-sur-Tille, Dijon, Magny-sur-Tille és Neuilly-Crimolois községekkel határos.

## Népesség
A település népességének változása:
| Lakosok száma | 1412 | 7137 | 8223 | 9460 | 10 486 | 11 574 | 11 326 | 11 123 | 11 055 | 10 895 |
|               | 1968 | 1982 | 1990 | 2006 | 2013   | 2015   | 2017   | 2019   | 2020   | 2022   |